# Elk River (Idaho)
Elk River – miasto w Stanach Zjednoczonych, w stanie Idaho, w hrabstwie Clearwater.